# Arthroleptides
Genre
Arthroleptides est un genre d'amphibiens de la famille des Petropedetidae.

## Répartition
Les 3 espèces de ce genre se rencontrent en Tanzanie et au Kenya.

## Liste d'espèces
Selon Amphibian Species of the World (16 avril 2014) :
- Arthroleptides dutoiti Loveridge, 1935
- Arthroleptides martiensseni Nieden, 1911
- Arthroleptides yakusini Channing, Moyer & Howell, 2002

## Publication originale
- Nieden, 1911 "1910" : Verzeichnis der bei Amani in Deutschostafrika vorkommenden Reptilien und Amphibien. Sitzungsberichte der Gesellschaft Naturforschender Freunde zu Berlin, vol. 1910, p. 441-452 (texte intégral).